# Cover 4

Schema der Cover 4 aus einer Nickelcoverage

Cover 4, auch Quarters, ist ein Verteidigungsschema im American Football auf Basis der Zonendeckung. Namensgebend ist wie bei den meisten Zonendeckungen im American Football die Anzahl der tiefen Zonen. Bei der Cover 4 wird das tiefe Feld geviertelt, und jede der vier Zonen von einem Defensespieler verteidigt.

## Prinzip
Der Hauptaufgabe einer Cover 4-Verteidigung ist es tiefe Pässe zu vermeiden.

## Aufgaben
Die Cover 4 kann sowohl mit den klassischen 4-3 und 3-4 Defenses gespielt werden. Die zwei Cornerbacks und die beiden Safetys decken die vier tiefen Zonen ab. Ein oder zwei Linebacker decken die kurzen Pässe über die Mitte ab, zwei weitere Linebacker oder Defensive Backs decken die kurzen Pässe nach außen ab. Drei oder vier Lineman versuchen den gegnerischen Quarterback zu attackieren. Oft stehen die beiden äußeren Cornerbacks bereits vor dem Snap weit hinter der Line of Scrimmage. Sie können aber auch den beiden äußersten Receivern direkt gegenüber stehen (Press Coverage), was insbesondere bei der Verteidigung gegen den Lauf hilft.

## Offense gegen Cover 4
Gegen Cover 4 können Play-Action wirken, da dies die Safeties dazu bringt, nach vorne zu rücken, um den Lauf zu verteidigen und die tiefen Zonen damit nicht decken. Auch mit horizontal weitgestreuten Receivern, deren Passrouten die kurzen und mittleren Zonen attackieren, kann die Cover 4 geschlagen werden. Beliebt ist auch die Verwendung eines Post-In-Concepts. Dabei läuft ein innerer Receiver eine tiefer In-Route und zieht damit den Safety mit, während der äußere Receiver eine Post-Route läuft. Durch den fehlenden Safety ist keine Hilfe auf der inneren Seite gegeben und der Post-spielende Receiver damit anspielbar.